# My House (canción de Beyoncé)
My House es una canción de la cantante estadounidense Beyoncé. Fue lanzada el 1 de diciembre de 2023 a través de Parkwood Entertainment y Columbia Records como sencillo promocional de Renaissance: A Film by Beyoncé.

## Antecedentes y composición
El tema marca el primer lanzamiento solista original de la intérprete desde el 22 de julio de 2022 con su séptimo álbum de estudio, Renaissance. El álbum fue promocionado por la gira musical Renaissance World Tour, la cual fue posteriormente llevada a la pantalla grande con Renaissance: A Film by Beyoncé el 1 de diciembre de 2023. Después de su estreno, surgieron especulaciones acerca de una nueva canción durante la escena de créditos de la película, la cual resultaría con el título de «My House».  El tema fue lanzado al siguiente día.
La pista «energética» e «infecciosa» de rap fue coescrita y coproducida por el frecuente colaborador The-Dream. Impulsada por «triunfantes cornos franceses», la canción transporte a la cantante a «un modo de rap total» y «barras abrasadoras» mientras ella «aumenta la temperatura». El tema contiene «tonadas atrevidas y estridentes» remarcadas por un destacado «ritmo de trap agrietado».

## Historial de lanzamiento
| Región | Fecha                  | Formato(s)                 | Discográfica(s)   | Ref.   |
| ------ | ---------------------- | -------------------------- | ----------------- | ------ |
| Varios | 1 de diciembre de 2023 | Descarga digital streaming | Parkwood Columbia | [ 9 ]  |
| Italia | 8 de diciembre de 2023 | Radio airplay              | Sony              | [ 10 ] |